# La Cienega (album)
La Cienega studijski je album hrvatskoga glazbenika, skladatelja i glazbenog producenta Ilana Kabilja. Album je 1996. objavila diskografska kuća ZG ZOE Music. 

## Popis pjesama
1. "Kad nema ljubavi" – 3:41
2. "Prekasno za nas" – 4:43
3. "Sve zaboravi" – 4:42
4. "Allez Allez St. Tropez" – 4:51
5. "Nemoj reći ne" (E.T. & Ilan) – 4:26
6. "Moja žena" –	3:31
7. "Opet sam tvoj" – 3:46
8. "Odlazim" – 3:40
9. "Ti nisi znala" – 3:54
10. "Prekasno za nas" (House Mix) – 4:53
11. "Kad nema ljubavi" (Club Mix By Dus) – 6:10
12. "Kad nema nježnosti" (Eddy In The Dub) – 5:57
13. "Allez Allez St. Tropez" (Why Not Remix By Alan B) – 6:26

## Vanjske poveznice
- Discogs.com – Ilan Kabiljo: La Cienega